# Plecoptera thermozona
Plecoptera thermozona là một loài bướm đêm trong họ Erebidae.